# Liga ASOBAL 2007–08

## Clasament 2007/08
|    | Echipă                 | P  | W  | D | L  | G+   | G-   | Dif  | Pts |
| -- | ---------------------- | -- | -- | - | -- | ---- | ---- | ---- | --- |
| 1  | BM Ciudad Real         | 30 | 26 | 1 | 3  | 964  | 776  | 188  | 53  |
| 2  | FC Barcelona           | 30 | 25 | 1 | 4  | 1021 | 818  | 203  | 51  |
| 3  | CD Ademar León         | 30 | 20 | 6 | 4  | 850  | 778  | 72   | 46  |
| 4  | Portland San Antonio   | 30 | 21 | 3 | 6  | 966  | 858  | 108  | 45  |
| 5  | BM Valladolid          | 30 | 19 | 1 | 10 | 933  | 858  | 75   | 39  |
| 6  | CAI BM Aragón          | 30 | 17 | 2 | 11 | 909  | 856  | 53   | 36  |
| 7  | JD Arrate              | 30 | 14 | 3 | 13 | 831  | 843  | -12  | 31  |
| 8  | BM Antequera           | 30 | 11 | 2 | 17 | 785  | 836  | -51  | 24  |
| 9  | BM Tabisam Torrevieja  | 30 | 11 | 2 | 17 | 792  | 835  | -43  | 24  |
| 10 | SD Teucro              | 30 | 11 | 2 | 17 | 784  | 898  | -114 | 24  |
| 11 | Octavio Pilotes Posada | 30 | 7  | 6 | 17 | 803  | 859  | -56  | 20  |
| 12 | Fraikin BM Granollers  | 30 | 9  | 1 | 20 | 825  | 865  | -43  | 19  |
| 13 | Naturhouse La Rioja    | 30 | 8  | 3 | 19 | 841  | 881  | -40  | 19  |
| 14 | Teka Cantabria         | 30 | 8  | 1 | 21 | 777  | 881  | -104 | 17  |
| 15 | Algeciras BM           | 30 | 6  | 4 | 20 | 869  | 1023 | -154 | 16  |
| 16 | Keymare Almería        | 30 | 7  | 2 | 21 | 789  | 871  | -82  | 16  |

| Liga Campionilor EHF Masculin | EHF Cup Winners' Cup | Cupa EHF Masculin | Retrogradată |

## Golgheteri
| Jucător            | Goluri | Echipă               |
| ------------------ | ------ | -------------------- |
| Iker Romero        | 197    | FC Barcelona Handbol |
| Alen Muratović     | 174    | BM Valladolid        |
| Håvard Tvedten     | 174    | CB Ciudad de Logroño |
| Siarhei Rutenka    | 171    | BM Ciudad Real       |
| Carlos Ruesga      | 170    | Portland San Antonio |
| Raul Campos        | 166    | BM Granollers        |
| Ivan Čupić         | 164    | SD Octavio Vigo      |
| Valero Rivera      | 163    | Algeciras BM         |
| Mariusz Jurkiewicz | 154    | JD Arrate            |
| Dalibor Cutura     | 153    | JD Arrate            |

## Top goalkeeperi
| Jucători            | Lovituri prinse | Lovituri | Echipă               |
| ------------------- | --------------- | -------- | -------------------- |
| Iñaki Malumbres     | 398             | 1150     | JD Arrate            |
| José Manuel Sierra  | 374             | 1078     | BM Valladolid        |
| Vladimir Bozić      | 356             | 1060     | SD Teucro            |
| Dimitrije Pejanović | 346             | 1008     | CB Torrevieja        |
| Danijel Šarić       | 284             | 792      | CB Ademar León       |
| Vicente Alamo       | 262             | 853      | BM Granollers        |
| Pablo Hernández     | 251             | 752      | CAI BM Aragón        |
| Kasper Hvidt        | 245             | 710      | FC Barcelona Handbol |
| Tomas Svensson      | 244             | 714      | Portland San Antonio |
| Javier Díaz         | 241             | 753      | SD Octavio Vigo      |